# 朝鮮半島の武術一覧
朝鮮半島の武術一覧（ちょうせんはんとうのぶじゅついちらん）とは、朝鮮半島に伝わる、または朝鮮半島を起源とする、あるいは朝鮮半島にあったと主張される武術、武道の一覧。

いわゆる「韓国起源説」に関わるものも、まとめて載せるものとする。

## このページについて
このページは朝鮮半島の武術のページをまとめるためのページである。従って、ここの内容は歴史的、政治的な主張とは関係ないものである。（例えば「ユド」について書かれていても、それは「柔道が韓国起源」と言っている訳ではない。あくまで「ユド」という言葉を使う人がいるという事である。また、このページで「朝鮮」というのは「李氏朝鮮」か、単に「Korean」という意味である。

「武術」と「武道」の区別は日本式に行っている。区別については武術、武道を参照。

## 武術

### 古武術
- 弓道（朝鮮）

　本来は弓術（グンスル）やファルソギ等と呼ばれていたが、日本の影響により「弓道（グンド）」という言葉も使われるようになった。現在韓国では国弓（クックン）、ファルソギ、弓術、弓道など多様な用語が使われている
- 手搏
- 禅観武（ションカンム） - 立禅や半禅を基とした体術。瞑想等の養生法を含む。禅武道の鍛錬法。
- テッキョン
- シルム
- 借力（チャリュク、日本では「チャクリキ」） - 道教関係の武術、鍛錬法。極真会館空手の大山倍達も学んだ。

　借力拳法 - 力技山流は、ハングルの子音を象った構えが存在し、牛・虎・熊の対動物戦の技術が存在する。
- 朝鮮勢法 - 『水滸伝』に紹介されている剣術。唐末から元にかけて成立した流派が、朝鮮と日本の両国に伝播。中国では、明代には失伝していた。明の武人・茅元儀が『武備誌』で紹介。後に『将衛営』の必須剣術になる。
- 海東剣道 - 渤海の剣術だという。「海神」の張（チャン）ボゴが日本海をまたにかけた貿易をしながら、中国と日本の両国の剣術の長所を合わせて作る。
- 十八技（シッパルギ） - 「武芸諸譜」（英祖の時代）の様々な武術を指す。日本の「武芸十八般」と同じ発想。
- 拳法（朝鮮） - 李氏朝鮮の「武芸図譜通志」という本に載っている拳法。明の将軍に教わったものを改良。
- 経堂（キョンダン） - 武芸図譜通志（正祖の時代）の武術。「武芸二四技」ともいうようである。

### 武術関係の伝統文化
- 剣舞（朝鮮）-不知火型のようなポーズで、肉体美を誇示してから、地面においてある剣を両手で持ってから、剣舞する。参照ー『武人時代』

### 近年作られた武術
- 宮廷武術（クンジュンムスル）
- 空拳柔術（ゴンクウォンユスル） - ハプキドや八光流柔術から作った柔術の一種。
- 回転武術

## 武道

### テコンドー系
- テコンドー（跆拳道）
  - ITFテコンドー
  - WTテコンドー
- 武徳館テコンドー
- 崔光道（チョイクワンドと読む。創始者の名前から来ている。）
- 空手道（コンスドと読む。勿論「空手道」の韓国語読み。）
- 唐手道（タンスドと読む。空手と太極拳から作られたという。ちなみに、チャック・ノリスが学んだ事で知られる。）
- 太手道（テスドと読む。テコンドーの前身。）

### ハプキドー系
- ハプキドー（合気道）
  - コンバットハプキドー（戦闘館 合気道）
- 韓気道（ハンキド）
- 韓武道（ハンムド）

### クムド系
- コムド
- コハプト - 元々は「居合道」の韓国語読み。
- 韓剣道（ハンクムド）
- 心剣道（シムクムドー）

### その他
- 圓和道（ウォンナド） - 倍達族に伝わった武術。
- 花郎道（ファランド） - 僧から教わった武術にカンフーや柔術、ハプキドを混ぜたものだという。
- 気天（キチュン） - 変幻自在な打撃格闘術。蟷螂拳に似ているという。中国の山東省から伝播。
- 国仙道 - 韓国の道教系の武道。
- 禅武道 （ションムド）- 韓国の仏教系の武道。朝鮮半島版・少林寺拳法

　北宗禅武道―高句麗の早衣（チョイ）から始まり、後高句麗を興こした弓裔（元・禅僧）も世達寺（セダルサ）で学んでいた武術。弓術・拳法・剣術・棒術からなる。
　南宗禅武道―高麗の金俊（キム・ジュン）（元僧侶。僧名・無上）が祝霊寺（チュニャンサ）で学んでいた武術（後に、三別抄に伝わり、琉球唐手の元になった）。豊臣秀吉の朝鮮侵攻前には、西山や恵明といった曹渓宗の僧侶も学んでいた。
鞭術があり、江華島を中心に船上で戦うため、今までは馬術の延長線上の『騎馬立ち』が基本の足構えだったが、この時から、しっかりと足元を踏みしめる『四股立ち』も取り入られることになった。
- 國術道（コクスルド） - 韓国の武術を総合した武術。総合武術である。
- 極真（クッチン、日本では「キョクシン」） - 空手の松濤館流、剛柔流を混合した武道・格闘技。日本では「極真カラテ」と呼称されている。
- 宮武道（クンムド） - 新羅の武術。
- 東海剣道
- 撃気道（キュキド） - テコンドー、柔術、柔道、ハプキドーを融合した武術。
- 龍武道（ヨンムド） - 龍仁大学校で誕生した武道
- 拳撃道

## 軍隊格闘術
- 特攻武術（トゥコンムスル） - 韓国の近接格闘術。
- 撃術（キョクスル） - 北朝鮮の近接格闘術。

## 武芸関係の書物
朝鮮半島の国々は貴族社会であった為、弓以外の武芸はあまり重視されていなかった。しかし、朝鮮出兵の時、剣術や槍術に長けた日本と戦って大打撃を受けた反省から、土着の武術を見直したり、日本や中国の武術を研究して強化を図った。その為、明の兵法書が元になっている。
- 武藝諸譜 - 朝鮮出兵の時の反省を踏まえて、倭寇を撃退した明の将軍である戚継光の「紀効新書」を元に作られた書物。
- 武藝諸譜續集 - 宣祖、光海君の支援によって、崔起南によって書かれた。
- 武藝諸譜飜譯續集 - 1610年に書かれた書物。
- 武藝新譜 - 1759年に英祖と荘献世子によって編纂された。
- 武藝圖譜通志 - 1790年に正祖（日本では「イ・サン」等で知られている）が編纂させた書物。